# Manu Larcenet

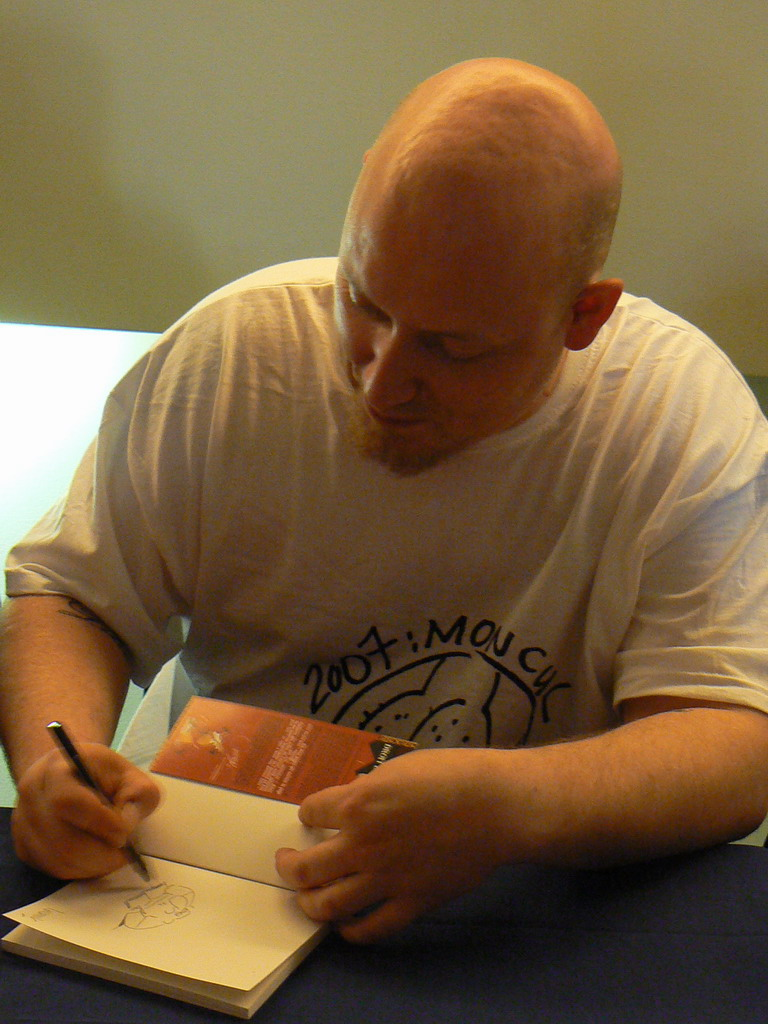
Manu Larcenet (2007)

Emmanuel „Manu“ Larcenet (* 6. Mai 1969 in Issy-les-Moulineaux, Hauts-de-Seine) ist ein französischer Comiczeichner und -autor.

## Leben
Nachdem er Grafik und angewandte Kunst studiert hatte, veröffentlichte Larcenet seine ersten Zeichnungen in Fanzines. Gleichzeitig sang er in einer Punkband. Seine professionelle Karriere begann er 1994 mit Kurzgeschichten für die Monatszeitung Fluide Glacial, für die er bis 2006 arbeitete. Mit seinen Werken in diesem Magazin (wie die Serie Bill Baroud, Spion) wurde er für seinen schrägen, parodistischen Humor bekannt. Ab 1997 veröffentlichte er in Spirou auch Geschichten, die sich an ein jüngeres Publikum richteten.
Seinen eigenen Verlag (Les Rêveurs) nutzte er, um persönliche und düstere Werke herauszubringen. Es erschienen fünf Hefte zwischen 1997 und 2005. 2000 begann er mit dem Dargaud-Verlag zusammenzuarbeiten, unter anderem mit den Serien Les cosmonautes du futur („Die Kosmonauten der Zukunft“, mit Lewis Trondheim) und Une aventure rocambolesque de … („Die wundersamen Abenteuer von …“). Durch diese Alben und seine Beteiligung an der Serie Donjon von Lewis Trondheim und Joann Sfar gewann er eine größere Leserschaft.
2004 wurde der erste Band seiner Serie Le combat ordinaire (Der alltägliche Kampf) auf dem Festival International de la Bande Dessinée d’Angoulême als bestes Album ausgezeichnet. 2006 bekam er für den dritten Band von Le combat ordinaire – Ce qui est précieux – den Prix international de la Ville de Genève pour la bande dessinée. 2018 erhielt er den Rudolph-Dirks-Award für Brodecks Bericht in den Kategorien Historisches Drama und Literaturadaption.

## Deutsche Veröffentlichungen
- 2002 – Die Kosmonauten der Zukunft 1. Egmont Ehapa, ISBN 3-7704-0937-X.[1]
- 2002 – Die Kosmonauten der Zukunft 2: Die Rückkehr. Egmont Ehapa, ISBN 3-7704-0938-8.[1]
- 2004 – Der alltägliche Kampf 1. Reprodukt, ISBN 3-931377-47-4[2]
- 2004 – Donjon Parade 1: Noch ein Verlies. Carlsen Verlag, ISBN 3-551-77401-3.[3]
- 2004 – Donjon Parade 2: Der Weise aus dem Ghetto. Carlsen, ISBN 3-551-77402-1.[3]
- 2005 – Der alltägliche Kampf 2: Belanglosigkeit. Reprodukt, ISBN 3-938511-05-2.
- 2005 – Donjon Parade 3: Der Tag der Frösche. Reprodukt, ISBN 3-938511-26-5.[3]
- 2005 – Donjon Parade 4: Gören, Grünzeug und Geziefer. Reprodukt, ISBN 3-938511-27-3.[3]
- 2006 – Die wundersamen Abenteuer von Sigmund Freud. Reprodukt, ISBN 3-938511-29-X.
- 2006 – Der alltägliche Kampf 3: Kostbarkeiten. Reprodukt, ISBN 3-938511-73-7.
- 2007 – Die Rückkehr aufs Land 1. Reprodukt, ISBN 978-3-938511-82-4.[4]
- 2008 – Donjon Parade 5: Nubbeltechnik. Reprodukt, ISBN 978-3-938511-89-3.[3]
- 2008 – Die wundersamen Abenteuer des Vincent van Gogh: An vorderster Front. Reprodukt, ISBN 978-3-938511-94-7.
- 2008 – Der alltägliche Kampf 4: Gewissheiten. Reprodukt, ISBN 978-3-941099-05-0.
- 2010 – Die Kosmonauten der Zukunft 3: ... sind schon wieder da!. Finix Comics, ISBN 978-3-941236-29-5.[1]
- 2010 – Die wundersamen Abenteuer von Robin Hood: Die Legende von Robin Hood. Reprodukt, ISBN 978-3-941099-37-1
- 2011 – Der alltägliche Kampf – Gesamtausgabe. Reprodukt, ISBN 978-3-941099-26-5
- 2012 – Blast 1: Masse. Reprodukt, ISBN 978-3-943143-12-6
- 2013 – Blast 2: Die Apokalypse des Heiligen Jacky. Reprodukt, ISBN 978-3-943143-41-6
- 2013 – Die Rückkehr aufs Land 2. Reprodukt, ISBN 978-3-941099-51-7.[4]
- 2014 – Blast 3: Augen zu und durch. Reprodukt, ISBN 978-3-943143-81-2
- 2015 – Blast 4: Hoffentlich irren sich die Buddhisten. Reprodukt, ISBN 978-3-95640-023-0
- 2016 – Valerian & Veronique Spezial 1: Die Rüstung des Jakolass. Carlsen, ISBN 978-3-551-02631-6
- 2017 – Brodecks Bericht. Reprodukt, ISBN 978-3-95640-132-9.[5]
- 2020 – Die Rückkehr aufs Land 3. Reprodukt, ISBN 978-3-95640-219-7
- 2024 – Die Straße. Reprodukt, ISBN 978-3-95640-423-8

## Notizen
1. 1 2 3  mit Lewis Trondheim
2. ↑  Rezension zu Bd. 1 und 2, auch im Blick auf die Übersetzung von Barbara Hartmann. ReLÜ, 4, 2006: Ein Comic für alle Lebenslagen, von
Daniela Höll
3. 1 2 3 4 5  mit Lewis Trondheim und Joann Sfar
4. 1 2  mit Jean-Yves Ferri
5. ↑  Nach einem Roman von Philippe Claudel

| Personendaten    | Personendaten                                               |
| ---------------- | ----------------------------------------------------------- |
| NAME             | Larcenet, Manu                                              |
| ALTERNATIVNAMEN  | Larcenet, Emmanuel (wirklicher Name)                        |
| KURZBESCHREIBUNG | französischer Comiczeichner                                 |
| GEBURTSDATUM     | 6. Mai 1969                                                 |
| GEBURTSORT       | Issy-les-Moulineaux, Département Hauts-de-Seine, Frankreich |